# أميمة بنت النجار
أميمة بنت النجار الأنصارية تابعية راوية للحديث، أدركت أزواج الرسول محمد وروت عنهن.